# Afrikaspiele 2007
Die IX. Afrikaspiele 2007 (französisch IXes Jeux africains 2007, englisch 9th All-Africa Games 2007) fanden vom 11. bis 23. Juli 2007 in Algier, der Hauptstadt von Algerien, statt.
In 24 verschiedenen Sportarten wurden in 374 Entscheidungen Gold-, Silber- und Bronzemedaillen vergeben.

## Wettkampfstätten
An folgenden Orten wurde Wettkämpfe ausgetragen:

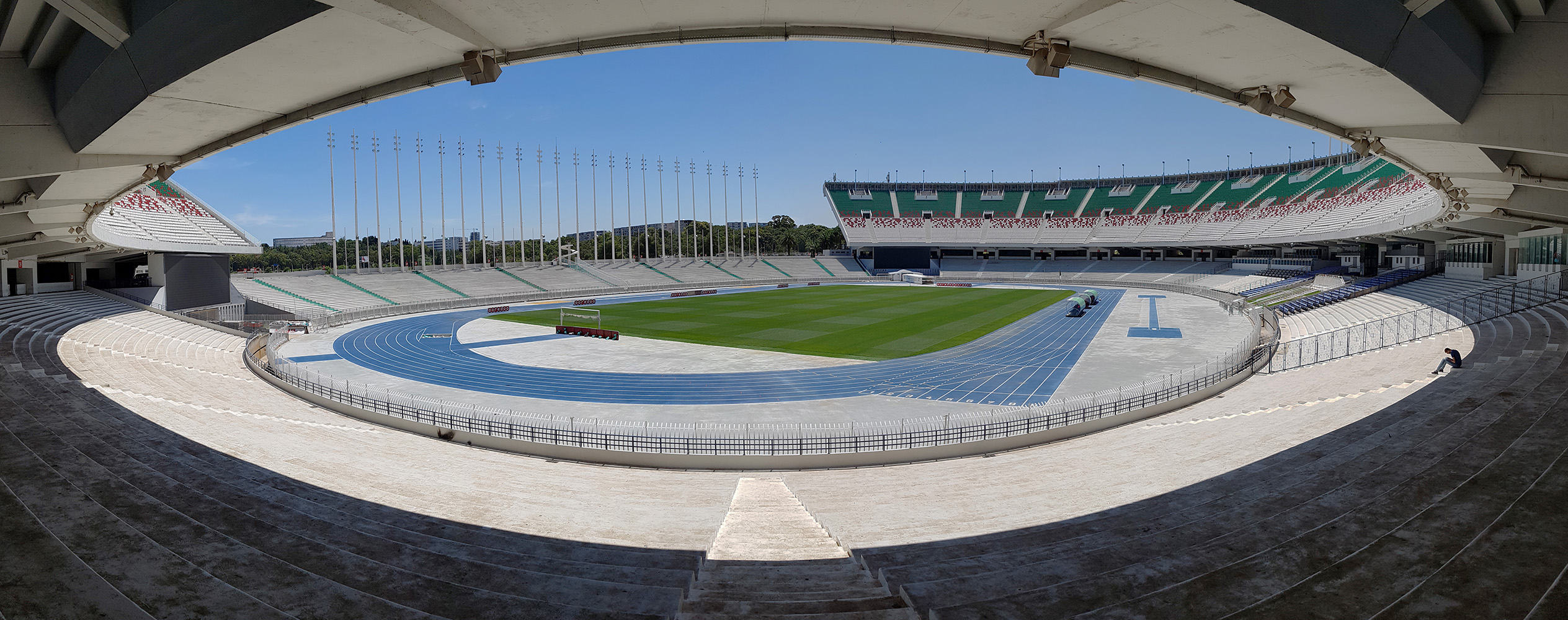
Stade du 5 juillet 1962

- Stade du 5 juillet 1962 – Leichtathletik
- Stadion SATO – Para Leichtathletik
- Piscine du Complexe Olympique – Schwimmen
- Hall OMS El Biar – Badminton
- Salle OMS Hydra – Frauen Basketball
- Salle Staouali – Männer Basketball
- Salle Harcha – Männer Basketball
- Centre Equestre LIDO – Springreiten
- Centre Equestre de Maramene – Distanzreiten
- Stand de tir Chenoua – Schießen
- Salle OMS de Bordj-El-Kiffan – Boxen
- Coupole – Judo, Karate, Handball
- Salle OMS de Bousmail – Gewichtheben
- Club Tennis OCO – Tennis
- Salle OMS Boumerdes – Kickboxen, Taekwondo
- Barrage de Boukerdane – Rudern
- Salle OMS de Rouiba – Tischtennis
- Salle De Bab Ezzouar – Turnen
- La Cité des sciences, Théâtre des verdures – Schach
- Salles OMS Ain Benian – Handball
- Salles OMS Ain Taya – Handball
- Salles OMS Tipaza – Handball
- Salle de Boufarik – Rollstuhl-Basketball
- Circuit route Tipaza – Radfahren
- Salle de Zeralda – Goalball
- E.N.V Alger plage – Segeln

## Badminton
| Wettkampf    | Gold                            | Silber                              | Bronze                               |
| ------------ | ------------------------------- | ----------------------------------- | ------------------------------------ |
| Herreneinzel | Nabil Lasmari                   | Eli Mambwe                          | Karim Rezig                          |
| Herreneinzel | Nabil Lasmari                   | Eli Mambwe                          | Edwin Ekiring                        |
| Dameneinzel  | Grace Daniel                    | Michelle Edwards                    | Cathrina Paulin                      |
| Dameneinzel  | Grace Daniel                    | Michelle Edwards                    | Stacey Doubell                       |
| Herrendoppel | Roelof Dednam Chris Dednam      | Dorian James Willem Viljoen         | Greg Orobosa Okuonghae Ibrahim Adamu |
| Herrendoppel | Roelof Dednam Chris Dednam      | Dorian James Willem Viljoen         | Jinkan Ifraimu Edicha Ocholi         |
| Damendoppel  | Michelle Edwards Chantal Botts  | Grace Daniel Susan Ideh             | Hadia Hosny Alaa Youssef             |
| Damendoppel  | Michelle Edwards Chantal Botts  | Grace Daniel Susan Ideh             | Stacey Doubell Kerry-Lee Harrington  |
| Mixed        | Georgie Cupidon Juliette Ah-Wan | Greg Orobosa Okuonghae Grace Daniel | Roelof Dednam Michelle Edwards       |
| Mixed        | Georgie Cupidon Juliette Ah-Wan | Greg Orobosa Okuonghae Grace Daniel | Eli Mambwe Ogar Siamupangila         |
| Mannschaft   | Nigeria                         | Südafrika                           | Seychellen                           |
| Mannschaft   | Nigeria                         | Südafrika                           | Algerien                             |

## Basketball
| Gruppe A                                           | Gruppe B                                                         |
| -------------------------------------------------- | ---------------------------------------------------------------- |
| Algerien Ägypten Elfenbeinküste Südafrika Tunesien | Angola Kamerun Demokratische Republik Kongo Liberia Mali Nigeria |

| Gruppe A                                                             | Gruppe B                                     |
| -------------------------------------------------------------------- | -------------------------------------------- |
| Angola Algerien Demokratische Republik Kongo Elfenbeinküste Mosambik | Kenia Mali Nigeria Senegal Tunesien Simbabwe |

| Rang                           | Männer                       | Männer | Männer | Männer | Frauen                       | Frauen | Frauen | Frauen |
| Rang                           | Team                         | Sp     | S      | N      | Team                         | Sp     | S      | N      |
| ------------------------------ | ---------------------------- | ------ | ------ | ------ | ---------------------------- | ------ | ------ | ------ |
| Gold                           | Angola                       | 8      | 8      | 0      | Senegal                      | 8      | 7      | 1      |
| Silber                         | Ägypten                      | 7      | 6      | 1      | Nigeria                      | 8      | 7      | 1      |
| Bronze                         | Nigeria                      | 8      | 6      | 2      | Angola                       | 7      | 5      | 2      |
| 4.                             | Mali                         | 8      | 4      | 4      | Mosambik                     | 7      | 4      | 3      |
| Im Viertelfinale ausgeschieden |                              |        |        |        |                              |        |        |        |
| 5.                             | Algerien                     | 7      | 4      | 3      | Kenia                        | 8      | 5      | 3      |
| 6.                             | Elfenbeinküste               | 7      | 4      | 3      | Algerien                     | 7      | 3      | 4      |
| 7.                             | Südafrika                    | 7      | 2      | 5      | Tunesien                     | 8      | 3      | 5      |
| 8.                             | Kamerun                      | 8      | 2      | 6      | Demokratische Republik Kongo | 7      | 2      | 5      |
| Gruppenfünfte der Vorrunde     |                              |        |        |        |                              |        |        |        |
| 9.                             | Demokratische Republik Kongo | 6      | 2      | 4      | Elfenbeinküste               | 5      | 1      | 4      |
| 10.                            | Tunesien                     | 5      | 0      | 5      | Mali                         | 6      | 1      | 5      |
| Gruppensechste der Vorrunde    |                              |        |        |        |                              |        |        |        |
| 11.                            | Liberia                      | 5      | 0      | 5      | Simbabwe                     | 5      | 0      | 5      |

| Mannschaften | Gold | Silber | Bronze |
| ------------ | --- | --- | --- |
| Männer       | Angola Domingos Bonifácio Fernando Albano Gerson Monteiro Idelfonso Kiteculo Leonel Paulo Mayzer Alexandre Nivaldo Sumbo Simão Panzo Vicente Neto Victor Muzadi Vladimir Ricardino Walter Costa Coach: Jaime Covilhã | Ägypten Ahmed Hussein Ashraf Rabie Haytham Sehrty Ibrahim El-Gammal Ismail Ahmed Kareem Shamseia Moamen El Einen Mohamed El-Garhi Mohamed Mahmoud Ramy Gunady Tarek El-Ghannam Wael El Sayed | Nigeria Abdullahi Kuso Abdulrahman Mohammed Abubakar Usman Chamberlain Oguchi Ejike Ugboaja Henry Uhegwu Jayson Obazuaye Jeleel Akindele Michael Umeh Olumide Oyedeji Orseer Ikyaator Stanley Gumut         |
| Frauen       | Senegal Adama Diakhaté Anta Sy Astou Traoré Awa Doumbia Bineta Diouf Fatou Dieng Jeanne Senghor Magatte Sarr Mame Diodio Diouf Mame Paye Ndèye Séne Salimata Diatta Coach: Maguette Diop                             | Nigeria Charity Egenti Enjoli Izidor Erdoo Angwe Joyce Ekworomadu Mfon Udoka Nwamaka Adibeli Olayinka Sanni Oluchi Okorie Priscilla Udeaja Tamunomiete Whyte Ugochukwu Oha Vivian Ewalefo    | Angola Ângela Cardoso Astrida Vicente Bárbara Guimarães Catarina Camufal Domitila Ventura Irene Guerreiro Isabel Francisco Jaquelina Francisco Luísa Tomás Maria Afonso Nacissela Maurício Ngiendula Filipe |

## Boxen
| Wettbewerb                      | Gold                          | Silber                        | Bronze                                              |
| ------------------------------- | ----------------------------- | ----------------------------- | --------------------------------------------------- |
| Halbfliegengewicht (bis 48 kg)  | Suleiman Bilali Kenia         | Manyo Plange Ghana            | Thomas Essomba Kamerun Junior Mikamou Gabun         |
| Fliegengewicht (bis 51 kg)      | Abderahim Mechenouai Algerien | Jackson Chauke Südafrika      | Johannes Simon Namibia Kennedy Kenyanta Sambia      |
| Bantamgewicht (bis 54 kg)       | Abdelhalim Ouradi Algerien    | Issa Samir Ghana              | Bruno Julie Mauritius Khumiso Ikgopoleng Botswana   |
| Federgewicht (bis 57 kg)        | Abdelkader Chadi Algerien     | Shili Alaa Tunesien           | Roberto Adjaho Benin Ibrahima Keita Guinea          |
| Leichtgewicht (bis 60 kg)       | Seifeddine Nejmaoui Tunesien  | Yassin Al-Sheairy Ägypten     | Owethu Mbira Südafrika Muyideen Ganiyu Nigeria      |
| Halbweltergewicht (bis 64 kg)   | Hastings Bwalya Sambia        | Herbert Nkabiti Botswana      | Abderrahmane Araby Ägypten Rachid Tariket Algerien  |
| Weltergewicht (bis 69 kg)       | Rached Merdassi Tunesien      | Bastir Samir Ghana            | Foster Nkodo Kamerun Hossam Bakr Abdin Ägypten      |
| Mittelgewicht (bis 75 kg)       | Nabil Kassel Algerien         | Ahmed Saraku Ghana            | Jean-Babtiste Bekondji Kamerun Daniel Shishia Kenia |
| Halbschwergewicht (bis 81 kg)   | Ramadan Yasser Ägypten        | Abdelhafid Benchabla Algerien | Adura Olalehin Nigeria Joshua Ndere Kenia           |
| Schwergewicht (bis 91 kg)       | Mourad Sahraoui Tunesien      | Lateef Kayode Nigeria         | Abdelaziz Touilbini Algerien Ousmane Diatta Senegal |
| Superschwergewicht (über 91 kg) | Emad Abdelhalim Ali Ägypten   | Newfel Ouatah Algerien        | Mohamed Homrani Tunesien Remy Atsama Kamerun        |

## Fußball
Turnier in Algier: 10. – 23. Juli 2007
- Austragungsmodus:
- An diesem Fußball-Turnier der Afrika-Spiele nehmen acht Mannschaften teil. In der Vorrunde wird in zwei Gruppen mit jeweils vier Mannschaften gespielt. Anschließend werden die Plätze ausgespielt.

| Wettbewerb | Gold    | Silber    | Bronze   |
| ---------- | ------- | --------- | -------- |
| Männer     | Kamerun | Guinea    | Tunesien |
| Frauen     | Nigeria | Südafrika | Ghana    |

Medaillenspiegel
| Rang   | Land      | Gold | Silber | Bronze | Gesamt |
| ------ | --------- | ---- | ------ | ------ | ------ |
| 1      | Kamerun   | 1    | 0      | 0      | 1      |
| 1      | Nigeria   | 1    | 0      | 0      | 1      |
| 3      | Guinea    | 0    | 1      | 0      | 1      |
| 3      | Südafrika | 0    | 1      | 0      | 1      |
| 5      | Ghana     | 0    | 0      | 1      | 1      |
| 5      | Tunesien  | 0    | 0      | 1      | 1      |
| gesamt | gesamt    | 2    | 2      | 2      | 6      |

## Gewichtheben
Männer
| Disziplin | Gold                           | Gold   | Silber                    | Silber | Bronze                     | Bronze |
| 56 kg     | 56 kg                          | 56 kg  | 56 kg                     | 56 kg  | 56 kg                      | 56 kg  |
| --------- | ------------------------------ | ------ | ------------------------- | ------ | -------------------------- | ------ |
| Reißen    | Ahmed Saad Ägypten             | 107 kg | Nafa Benami Algerien      | 105 kg | Emanuel Obong Nigeria      | 105 kg |
| Stoßen    | Ahmed Saad Ägypten             | 136 kg | Emanuel Obong Nigeria     | 135 kg | Souhil Mairif Algerien     | 127 kg |
| Total     | Ahmed Saad Ägypten             | 243 kg | Emanuel Obong Nigeria     | 240 kg | Nafa Benami Algerien       | 230 kg |
| 62 kg     |                                |        |                           |        |                            |        |
| Reißen    | Mohamed Abdelbaki Ägypten      | 130 kg | Simon Ngamba Kamerun      | 115 kg | Gbenga Olupona Nigeria     | 115 kg |
| Stoßen    | Yinka Ayenuwa Nigeria          | 160 kg | Mohamed Abdelbaki Ägypten | 157 kg | Gbenga Olupona Nigeria     | 156 kg |
| Total     | Mohamed Abdelbaki Ägypten      | 287 kg | Yinka Ayenuwa Nigeria     | 273 kg | Gbenga Olupona Nigeria     | 271 kg |
| 69 kg     |                                |        |                           |        |                            |        |
| Reißen    | Bernardin Matam Kamerun        | 133 kg | Peter Eichie Nigeria      | 132 kg | Isiaka Aliyu Nigeria       | 131 kg |
| Stoßen    | Madkour Mohamed Ägypten        | 166 kg | Isiaka Aliyu Nigeria      | 165 kg | Bernardin Matam Kamerun    | 160 kg |
| Total     | Isiaka Aliyu Nigeria           | 296 kg | Madkour Mohamed Ägypten   | 294 kg | Bernardin Matam Kamerun    | 293 kg |
| 77 kg     |                                |        |                           |        |                            |        |
| Reißen    | Felix Ekpo Nigeria             | 152 kg | Ibrahim Abdelbaki Ägypten | 150 kg | Sarham Nizar Tunesien      | 137 kg |
| Stoßen    | Felix Ekpo Nigeria             | 181 kg | Ibrahim Abdelbaki Ägypten | 178 kg | Ali el-Kikli Libyen        | 162 kg |
| Total     | Felix Ekpo Nigeria             | 333 kg | Ibrahim Abdelbaki Ägypten | 328 kg | Ali el-Kikli Libyen        | 294 kg |
| 85 kg     |                                |        |                           |        |                            |        |
| Reißen    | Doghman Hamali Tunesien        | 156 kg | Mohamed Eshtiwi Libyen    | 155 kg | Brice Batchaya Kamerun     | 150 kg |
| Stoßen    | Mahmoud El-Haddad Ägypten      | 193 kg | Mohamed Eshtiwi Libyen    | 191 kg | Doghman Hamali Tunesien    | 185 kg |
| Total     | Mohamed Eshtiwi Libyen         | 346 kg | Mahmoud El-Haddad Ägypten | 341 kg | Doghman Hamali Tunesien    | 341 kg |
| 94 kg     |                                |        |                           |        |                            |        |
| Reißen    | Mohammed El Nagar Ägypten      | 153 kg | Abdurrahman Shtewi Libyen | 150 kg | Okoli Chukwuka Nigeria     | 146 kg |
| Stoßen    | Mohammed El Nagar Ägypten      | 206 kg | Abdurrahman Shtewi Libyen | 177 kg | Sami El-Kaderi Tunesien    | 176 kg |
| Total     | Mohammed El Nagar Ägypten      | 359 kg | Abdurrahman Shtewi Libyen | 327 kg | Sami El-Kaderi Tunesien    | 319 kg |
| 105 kg    |                                |        |                           |        |                            |        |
| Reißen    | Abdelrahman El-Sayed Ägypten   | 171 kg | Hanachi Moez Tunesien     | 170 kg | Toufik Keroui Algerien     | 140 kg |
| Stoßen    | Abdelrahman El-Sayed Ägypten   | 200 kg | Hanachi Moez Tunesien     | 190 kg | Salaheddin el-Adhem Libyen | 180 kg |
| Total     | Abdelrahman El-Sayed Ägypten   | 371 kg | Hanachi Moez Tunesien     | 360 kg | Toufik Keroui Algerien     | 300 kg |
| +105 kg   |                                |        |                           |        |                            |        |
| Reißen    | Mohamed Ehssan Massoud Ägypten | 160 kg | Mowafg Daw Libyen         | 155 kg | Freder Fokejou Kamerun     | 150 kg |
| Stoßen    | Mohamed Ehssan Massoud Ägypten | 205 kg | Mowafg Daw Libyen         | 182 kg | Freder Fokejou Kamerun     | 175 kg |
| Total     | Mohamed Ehssan Massoud Ägypten | 365 kg | Mowafg Daw Libyen         | 337 kg | Freder Fokejou Kamerun     | 317 kg |

Frauen
| Disziplin | Gold                     | Gold   | Silber                     | Silber | Bronze                         | Bronze |
| 48 kg     | 48 kg                    | 48 kg  | 48 kg                      | 48 kg  | 48 kg                          | 48 kg  |
| --------- | ------------------------ | ------ | -------------------------- | ------ | ------------------------------ | ------ |
| Reißen    | Onyeka Azike Nigeria     | 72 kg  | Portia Vries Südafrika     | 70 kg  | Ehsseinia Henda Tunesien       | 65 kg  |
| Stoßen    | Onyeka Azike Nigeria     | 91 kg  | Portia Vries Südafrika     | 88 kg  | Dalila Acheria Algerien        | 87 kg  |
| Total     | Onyeka Azike Nigeria     | 163 kg | Portia Vries Südafrika     | 158 kg | Dalila Acheria Algerien        | 148 kg |
| 53 kg     |                          |        |                            |        |                                |        |
| Reißen    | Patience Lawal Nigeria   | 82 kg  | Hamed Aaya Ägypten         | 71 kg  | Safia Kouri Algerien           | 70 kg  |
| Stoßen    | Patience Lawal Nigeria   | 112 kg | Hamed Aaya Ägypten         | 90 kg  | Safia Kouri Algerien           | 85 kg  |
| Total     | Patience Lawal Nigeria   | 194 kg | Hamed Aaya Ägypten         | 161 kg | Safia Kouri Algerien           | 155 kg |
| 58 kg     |                          |        |                            |        |                                |        |
| Reißen    | Margret Uwah Nigeria     | 90 kg  | Arbi Ahlen Tunesien        | 78 kg  | Clementina Agricole Seychellen | 77 kg  |
| Stoßen    | Margret Uwah Nigeria     | 107 kg | Arbi Ahlen Tunesien        | 101 kg | Clementina Agricole Seychellen | 97 kg  |
| Total     | Margret Uwah Nigeria     | 197 kg | Arbi Ahlen Tunesien        | 179 kg | Clementina Agricole Seychellen | 174 kg |
| 63 kg     |                          |        |                            |        |                                |        |
| Reißen    | Esmat Ahmed Ägypten      | 93 kg  | Agatha Egwudike Nigeria    | 91 kg  | Hanan El-Ouerfeli Tunesien     | 90 kg  |
| Stoßen    | Esmat Ahmed Ägypten      | 115 kg | Agatha Egwudike Nigeria    | 112 kg | Hanan El-Ouerfeli Tunesien     | 107 kg |
| Total     | Esmat Ahmed Ägypten      | 208 kg | Agatha Egwudike Nigeria    | 203 kg | Hanan El-Ouerfeli Tunesien     | 197 kg |
| 69 kg     |                          |        |                            |        |                                |        |
| Reißen    | Leila Lassouani Algerien | 95 kg  | Jane Thelermont Seychellen | 95 kg  | Hebat Ahmed Ägypten            | 94 kg  |
| Stoßen    | Hebat Ahmed Ägypten      | 118 kg | Leila Lassouani Algerien   | 117 kg | Joubaba Ben Chobba Tunesien    | 117 kg |
| Total     | Leila Lassouani Algerien | 212 kg | Hebat Ahmed Ägypten        | 212 kg | Jane Thelermont Seychellen     | 200 kg |
| 75 kg     |                          |        |                            |        |                                |        |
| Reißen    | Hadiza Zakare Nigeria    | 95 kg  | Sara Nagm Ägypten          | 89 kg  | Asma El-Raziki Tunesien        | 88 kg  |
| Stoßen    | Hadiza Zakare Nigeria    | 125 kg | Asma El-Raziki Tunesien    | 115 kg | Sara Nagm Ägypten              | 114 kg |
| Total     | Hadiza Zakare Nigeria    | 220 kg | Asma El-Raziki Tunesien    | 203 kg | Sara Nagm Ägypten              | 203 kg |
| +75 kg    |                          |        |                            |        |                                |        |
| Reißen    | Nahla Ramadan Ägypten    | 117 kg | Mariam Usman Nigeria       | 110 kg | Afaf Abdel Tahab Ägypten       | 100 kg |
| Stoßen    | Nahla Ramadan Ägypten    | 151 kg | Mariam Usman Nigeria       | 138 kg | Afaf Abdel Tahab Ägypten       | 125 kg |
| Total     | Nahla Ramadan Ägypten    | 268 kg | Mariam Usman Nigeria       | 248 kg | Afaf Abdel Tahab Ägypten       | 225 kg |

## Handball
Das Handballturnier fand zwischen dem 14. und dem 21. Juli 2007 in Algier statt.
In der Gruppenphase (Männer: zweimal vier Teams, Frauen: vier und drei Teams) spielte jede Mannschaft gegen jede. Die beiden Gruppenersten gelangten ins Halbfinale. Die Sieger der Halbfinals spielten um die Goldmedaille, die Verlierer um Bronze.
Männer
Halbfinals:
- Algerien ( 30 – 28 )  Tunesien
- Ägypten ( 29 – 23 )  Angola

Spiel um Platz 3:
- Tunesien ( 34 – 31 )  Angola

Finale:
- Ägypten ( 29 – 21 )  Algerien

Frauen
Halbfinals:
- Angola ( 37 – 21 )  Kamerun
- Republik Kongo ( 32 – 26 )  Elfenbeinküste

Spiel um Platz 3:
- Elfenbeinküste ( 25 – 24 )  Kamerun

Finale:
- Angola ( 35 – 22 )  Republik Kongo

| Wettbewerb | Gold    | Silber         | Bronze         |
| ---------- | ------- | -------------- | -------------- |
| Männer     | Ägypten | Algerien       | Tunesien       |
| Frauen     | Angola  | Republik Kongo | Elfenbeinküste |

## Judo
Männer
| Wettkampf     | Gold                          | Silber                         | Bronze                                                 |
| ------------- | ----------------------------- | ------------------------------ | ------------------------------------------------------ |
| 60 kg         | Omar Rebahi Algerien          | Atef Mustapha Ägypten          | Elie Norbert Madagaskar Deza Elie Gbate Elfenbeinküste |
| 66 kg         | Mounir Benamadi Algerien      | Amin El Hady Ägypten           | Wakunguma Shapa Sambia Ragheb Karchoud Tunesien        |
| 73 kg         | Amar Meridja Algerien         | Haitham El Hossainy Ägypten    | Anis Dkhili Tunesien Nsa Bashir Nigeria                |
| 81 kg         | Youssef Badra Tunesien        | Abderrahmane Benamadi Algerien | Matthew Jago Südafrika Hatem Abdelakher Ägypten        |
| 90 kg         | Hesham Mesbah Ägypten         | Amar Benikhlef Algerien        | Pape Ousmane Ndiaye Senegal Mohamed Bouguerra Tunesien |
| 100 kg        | Frank Moussima Kamerun        | Bara Ndiaye Senegal            | Hassene Azzoune Algerien Mohamed Ben Saleh Libyen      |
| über 100 kg   | Anis Chedly Tunesien          | Mohammed Bouaichaoui Algerien  | Denis Oliveira Angola Djeguy Bathily Senegal           |
| Offene Klasse | Mohammed Bouaichaoui Algerien | Djeguy Bathily Senegal         | Amadou Kanate Elfenbeinküste Anis Chedly Tunesien      |

Frauen
| Wettkampf     | Gold                       | Silber                     | Bronze                                                          |
| ------------- | -------------------------- | -------------------------- | --------------------------------------------------------------- |
| 48 kg         | Meriem Moussa Algerien     | Sandrine Ilendou Gabun     | Chahinez Mbarki Tunesien Elsa Enye Demokratische Republik Kongo |
| 52 kg         | Hortense Diédhiou Senegal  | Amani Khalfaoui Tunesien   | Soraya Haddad Algerien Justina Agatahi Nigeria                  |
| 57 kg         | Lila Latrous Algerien      | Hajer Barhoumi Tunesien    | Fary Seye Senegal Catherine Ekuta Nigeria                       |
| 63 kg         | Kahina Saidi Algerien      | Nesria Jelassi Tunesien    | Adjane Koumba Gabun Funmilola Adebayo Nigeria                   |
| 70 kg         | Rachida Ouerdane Algerien  | Gisèle Mendy Senegal       | Antónia Moreira Angola Marisca Loots Südafrika                  |
| 78 kg         | Houda Miled Tunesien       | Vivian Yusuf Nigeria       | Kahina Hadid Algerien Christelle Foguing Kamerun                |
| über 78 kg    | Samah Ramadan Ägypten      | Adijat Ayuba Nigeria       | Nihal Chikhrouhou Tunesien Souhir Madani Algerien               |
| Offene Klasse | Nihal Chikhrouhou Tunesien | Christelle Foguing Kamerun | Samah Ramadan Ägypten Souhir Madani Algerien                    |

## Karate
Männer
| Wettbewerb        | Gold | Silber | Bronze |
| ----------------- | ---- | ------ | ------ |
| bis 60 kg         |      |        |        |
| bis 67 kg         |      |        |        |
| bis 75 kg         |      |        |        |
| bis 84 kg         |      |        |        |
| über 84 kg        |      |        |        |
| Kata              |      |        |        |
| Kata Mannschaft   |      |        |        |
| Kumite Mannschaft |      |        |        |

Frauen
| Wettbewerb        | Gold                 | Silber                | Bronze |
| ----------------- | -------------------- | --------------------- | ------ |
| bis 50 kg         |                      |                       |        |
| bis 53 kg         | Ilhem Aljou Algerien | Chaima Madjdi Ägypten |        |
| bis 61 kg         |                      |                       |        |
| bis 68 kg         |                      |                       |        |
| über 68 kg        |                      |                       |        |
| Kata              |                      |                       |        |
| Kata Mannschaft   |                      |                       |        |
| Kumite Mannschaft |                      |                       |        |

## Radrennen
Männer Straßenrennen (150 km)
| Rang | Radrennfahrer         | Nationalität | Zeit    |
| ---- | --------------------- | ------------ | ------- |
| 1.   | Daryl Impey           | Südafrika    | 3h48:51 |
| 2.   | Frikalsi Oebesay      | Eritrea      | s. t.   |
| 3.   | Chris Froome          | Kenia        | s. t.   |
| 4.   | Gebrihiwot Merhawi    | Eritrea      | s. t.   |
| 5.   | Thomas Desvaux        | Mauritius    | s. t.   |
| 6.   | Yannick Lincoln       | Mauritius    | s. t.   |
| 7.   | Hanco Kachelhoffer    | Südafrika    | s. t.   |
| 8.   | Tekli Hamanlot Daniel | Eritrea      | + 1:24  |
| 9.   | Mayle Dawit           | Eritrea      | + 1:25  |
| 10.  | Sadrack Teguimaha     | Kamerun      | + 1:26  |

Frauenrennen 80 km
| Rang | Radrennfahrerin       | Nationalität | Zeit    |
| ---- | --------------------- | ------------ | ------- |
| 1.   | Yolandi du Toit       | Südafrika    | 1h59:45 |
| 2.   | Marissa van der Merwe | Südafrika    | + 1:09  |
| 3.   | Lynette Burger        | Südafrika    | + 1:12  |
| 4.   | Rhoda Ezikiel Zaze    | Nigeria      | + 1:17  |
| 5.   | Aurélie Halbwachs     | Mauritius    | + 1:21  |
| 6.   | Ego Uzoho             | Nigeria      | + 11:15 |
| 7.   | Marwa Ali Ramdane     | Ägypten      | s. t.   |
| 8.   | Sarah Samuel          | Nigeria      | + 11:18 |
| 9.   | Yousra Mohamed        | Ägypten      | + 11:53 |
| 10.  | Houda Belmadani       | Algerien     | + 12:19 |

## Reiten
Die Reitwettbewerbe wurden vom 21. bis 24. Juli 2007 durchgeführt.
| Platz | Land      | Gold | Silber | Bronze | Gesamt |
| ----- | --------- | ---- | ------ | ------ | ------ |
| 1     | Algerien  | 4    | 2      | 0      | 6      |
| 2     | Libyen    | 0    | 1      | 3      | 4      |
| 3     | Südafrika | 0    | 1      | 1      | 2      |
| Total | Total     | 4    | 4      | 4      | 12     |

## Rudern
Männer
| Wettbewerbe                                | Gold                                         | Gold    | Silber                                           | Silber  | Bronze                                       | Bronze  |
| ------------------------------------------ | -------------------------------------------- | ------- | ------------------------------------------------ | ------- | -------------------------------------------- | ------- |
| Einer (Single Sculls)                      | Aly Ibrahim Ägypten                          | 7:21.85 | Shaun Keeling Südafrika                          | 7:26.91 | Chaouki Dries Algerien                       | 7:37.08 |
| Zweier (Double Sculls)                     | Mohamed Gomaa El-Husseiny Farag Ägypten      | 6:53.54 | Sean Irwin Murray Chandler Südafrika             | 6:58.08 | Samir Alrbi-Aloui Abdelkarim Amiche Algerien | 7:08.11 |
| Leichte Einer (Lightweight Single Sculls)  | Mohamed Aich Algerien                        | 7:31.73 | Anthony Paladin Südafrika                        | 7:40.81 | Mohamed Abdulah el-Moaty Ägypten             | 7:51.95 |
| Leichte Zweier (Lightweight Double Sculls) | Kamel Ait Daoud Mohamed Riad Garidi Algerien | 7:02.20 | Abdullah el-Mohsen Massoud Islam Mohamed Ägypten | 7:04.43 | Ryan Colahan Liam Colahan Simbabwe           | 7:30.73 |

Frauen
| Wettbewerbe                                | Gold                                     | Gold    | Silber                                     | Silber  | Bronze                           | Bronze  |
| ------------------------------------------ | ---------------------------------------- | ------- | ------------------------------------------ | ------- | -------------------------------- | ------- |
| Einer (Single Sculls)                      | Adriana Geyser Südafrika                 | 8:14.86 | Ibtissem Trimech Tunesien                  | 8:22.72 | Imen Mustapha Hassen Ägypten     | 8:29.12 |
| Zweier (Double Sculls)                     | Hafida Chaouch Besma Dries Algerien      | 7:52.46 | Nomthandazo Sibiya Hayley Arthur Südafrika | 8:10.51 | Sara Baraka Manal Hassan Ägypten | 8:13.21 |
| Leichte Einer (Lightweight Single Sculls)  | Ibtissem Trimech Tunesien                | 8:37.84 | Catherine Shan Südafrika                   | 8:44.14 | Ola Ahmed Ägypten                | 8:53.08 |
| Leichte Zweier (Lightweight Double Sculls) | Alexandra White Catherine Shan Südafrika | 7:46.73 | Amina Rouba Hafida Chaouch Algerien        | 7:52.97 | Asmaa Sayed Heba Ahmed Ägypten   | 8:06.15 |

## Schach
Damenturnier:
- Austragungsort: Palais de la Culture „Moufdi Zakaria“ Algier
- Datum: 11. bis 23. Juli 2007
- Teilnehmende Mannschaften: 6
- Teilnehmende Spielerinnen: 33
- Anzahl der Spiele: 120
- Finale Reihenfolge wird bestimmt durch: 1. Spielpunkte, 2. Matchpunkte; 3. Direkte Punktzahl 4. Berger

Damen (Einzelwettbewerb):
: Yosra Ali  Ägypten

: Amina Wim Mezioud  Algerien

: Oluwatobiloba Olatunji  Nigeria

4. Platz: Pauline Ikpa-Glewis  Nigeria

5. Platz: Mona Khaled  Ägypten

6. Platz: Omolola Oluwatosin Alabi  Nigeria
Frauen (Teamwettbewerb):
Position 1:  Algerien (23 Punkte)

Position 2:  Nigeria (21,5 Punkte)

Position 3:  Südafrika (20 Punkte)

Position 4:  Botswana (14,5 Punkte)

Position 5:  Ägypten (13 Punkte)

Position 6:  Libyen (4,5 Punkte)
Herrenturnier:
- Austragungsort: Palais de la Culture „Moufdi Zakaria“ Algier
- Datum: 11. bis 23. Juli 2007
- Teilnehmende Mannschaften: 13
- Teilnehmende Spieler: 71
- Anzahl der Spiele: 312
- Finale Reihenfolge wird bestimmt durch: 1. Spielpunkte, 2. Matchpunkte; 3. Direkte Punktzahl 4. Berger

Herren (Einzelwettbewerb):
Blitzschach:
: Ahmed Adly  Ägypten

: Bassem Amin  Ägypten

: Watu Kobese  Südafrika

4. Platz:

5. Platz:

6. Platz:
: Essam El Gindy  Ägypten

: Bassem Amin  Ägypten

: Ahmed Adly  Ägypten

4. Platz: Mohamed Haddouche  Algerien

5. Platz: Imed Abdelnabbi  Ägypten

6. Platz: Mohamed Ezat  Ägypten
Herren (Teamwettbewerb):
Position 1:  Ägypten (31 Punkte) (Bassem Amin, Ahmed Adly)

Position 2:  Sambia (28 Punkte)

Position 3:  Nigeria (25 Punkte)

Position 4:  Südafrika (23,5 Punkte)

Position 5:  Simbabwe (21 Punkte)

Position 6:  Angola (21 Punkte)

Position 7:  Algerien (19 Punkte)
- Goldmedaille (Mannschaft): . Bassem Amin gewann mit der ägyptischen Mannschaft den Schachwettbewerb der Afrikaspiele im Juli 2007 in Algier.
- Bassem Amin  erhielt eine Goldmedaille für das beste Einzelergebnis (7,5 Punkte aus 8 Partien) am zweiten Brett.
- Goldmedaille: Ahmed Adly  gewann die Schachwettbewerbe der Afrikaspiele 2003 in Abuja, 2007 in Algier und 2011 in Maputo.

## Schwimmen
Männer
| Wettbewerb                 | Gold                            | Gold     | Silber                       | Silber    | Bronze                       | Bronze   |
| -------------------------- | ------------------------------- | -------- | ---------------------------- | --------- | ---------------------------- | -------- |
| 50 m Freistil              | Salim Iles Algerien             | 22.34    | Jason Dunford Kenia          | 22.73     | Gideon Louw Südafrika        | 22.81    |
| 100 m Freistil             | Salim Iles Algerien             | 49.38    | Nabil Kebbab Algerien        | 49.82     | Jason Dunford Kenia          | 50.09    |
| 200 m Freistil             | Nabil Kebbab Algerien           | 1:50.30  | Jean Basson Südafrika        | 1:50.:33  | Jason Dunford Kenia          | 1:50.64  |
| 400 m Freistil             | Troyden Prinsloo Südafrika      | 3:55.29  | Ahmed Mathlouthi Tunesien    | 3:55.75   | Jean Basson Südafrika        | 3:57.97  |
| 800 m Freistil             | Troyden Prinsloo Südafrika      | 8:02.84  | Riaan Schoeman Südafrika     | 8:11.23   | Mohamed Gadallah Ägypten     | 8:16.10  |
| 1500 m Freistil            | Troyden Prinsloo Südafrika      | 15:24.93 | Riaan Schoeman Südafrika     | 15:58.:31 | Mohamed Gadallah Ägypten     | 16:05.20 |
|                            |                                 |          |                              |           |                              |          |
| 50 m Rücken                | Gerhard Zandberg Südafrika      | 25.68    | Ahmed Hussein Ägypten        | 26.13     | Jason Dunford Kenia          | 26.31    |
| 100 m Rücken               | Gerhard Zandberg Südafrika      | 56.53    | Jason Dunford Kenia          | 57.57     | Garth Tune Südafrika         | 58.54    |
| 200 m Rücken               | George du Rand Südafrika        | 2:02.69  | Ahmed Hussein Ägypten        | 2:05.03   | Taki Mrabet Tunesien         | 2:05.35  |
|                            |                                 |          |                              |           |                              |          |
| 50 m Brust                 | Cameron van der Burgh Südafrika | 27.74    | Thabang Moeketsane Südafrika | 28.89     | Malick Fall Senegal          | 29.26    |
| 100 m Brust                | Cameron van der Burgh Südafrika | 1:02.05  | Sofiane Daid Algerien        | 1:02.11   | Thabang Moeketsane Südafrika | 1:02.54  |
| 200 m Brust                | Sofiane Daid Algerien           | 2:14.27  | William Diering Südafrika    | 2:14.32   | Malick Fall Senegal          | 2:22.10  |
|                            |                                 |          |                              |           |                              |          |
| 50 m Schmetterling         | Jason Dunford Kenia             | 23.91    | Yellow Yeiyah Nigeria        | 24.46     | Garth Tune Südafrika         | 25.02    |
| 100 m Schmetterling        | Jason Dunford Kenia             | 53.40    | George du Rand Südafrika     | 54.97     | Ahmed Salah Abdou Ägypten    | 55.85    |
| 200 m Schmetterling        | Jason Dunford Kenia             | 2:02.82  | Ahmed Salah Abdou Ägypten    | 2:03.35   | Ahmed Aboughazala Ägypten    | 2:05.12  |
|                            |                                 |          |                              |           |                              |          |
| 200 m Lagen                | Ahmed Mathlouthi Tunesien       | 2:05.21  | Riaan Schoeman Südafrika     | 2:05.23   | Darian Townsend Südafrika    | 2:06.10  |
| 400 m Lagen                | Riaan Schoeman Südafrika        | 4:21.91  | Ahmed Mathlouthi Tunesien    | 4.27.00   | Taki Mrabet Tunesien         | 4.28.83  |
|                            |                                 |          |                              |           |                              |          |
| 4 × 100 m Freistil Staffel | Südafrika                       | 3:22.52  | Algerien                     | 3:24.36   | Ägypten                      | 3:29.76  |
| 4 × 200 m Freistil Staffel | Südafrika                       | 7.31.70  | Algerien                     | 7.32.50   | Tunesien                     | 7.43.53  |
| 4 × 100 m Lagen Staffel    | Südafrika                       | 3:44.92  | Algerien                     | 3:47.31   | Ägypten                      | 3:49.60  |

Frauen
| Wettbewerb                 | Gold                        | Gold     | Silber                      | Silber   | Bronze                      | Bronze   |
| -------------------------- | --------------------------- | -------- | --------------------------- | -------- | --------------------------- | -------- |
| 50 m Freistil              | Kirsty Coventry Simbabwe    | 26.19    | Heather Brand Simbabwe      | 26.65    | Sarra Chahed Tunesien       | 26.72    |
| 100 m Freistil             | Melissa Corfe Südafrika     | 57.44    | Liezi Mari Burger Südafrika | 58.03    | Heather Brand Simbabwe      | 58.08    |
| 200 m Freistil             | Melissa Corfe Südafrika     | 2:02.45  | Maroua Mathlouthi Tunesien  | 2:05.11  | Kathryn Meaklim Südafrika   | 2:06.32  |
| 400 m Freistil             | Melissa Corfe Südafrika     | 4:15.53  | Kathryn Meaklim Südafrika   | 4:21.97  | Maroua Mathlouthi Tunesien  | 4:25.83  |
| 800 m Freistil             | Kirsty Coventry Simbabwe    | 8:43.89  | Maroua Mathlouthi Tunesien  | 8:57.91  | Dominique Dryding Südafrika | 9:13.12  |
| 1500 m Freistil            | Natalie du Toit Südafrika   | 17:06.05 | Maroua Mathlouthi Tunesien  | 17:22.83 | Dominique Dryding Südafrika | 17:31.51 |
|                            |                             |          |                             |          |                             |          |
| 50 m Rücken                | Kirsty Coventry Simbabwe    | 28.89    | Canelle van Wyk Südafrika   | 30.35    | Jessica Pengelly Südafrika  | 30.90    |
| 100 m Rücken               | Kirsty Coventry Simbabwe    | 1:01.28  | Melissa Corfe Südafrika     | 1:05.64  | Karima Lahmar Algerien      | 1:06.92  |
| 200 m Rücken               | Kirsty Coventry Simbabwe    | 2:10.66  | Melissa Corfe Südafrika     | 2:13.88  | Jessica Pengelly Südafrika  | 2:15.59  |
|                            |                             |          |                             |          |                             |          |
| 50 m Brust                 | Suzaan van Biljon Südafrika | 32.62    | Amira Kouza Algerien        | 33.03    | Meriem Lamri Algerien       | 33.25    |
| 100 m Brust                | Suzaan van Biljon Südafrika | 1:09.74  | Kirsty Coventry Simbabwe    | 1:11.86  | Meriem Lamri Algerien       | 1:12.39  |
| 200 m Brust                | Suzaan van Biljon Südafrika | 2:32.30  | Jessica Pengelly Südafrika  | 2:32.30  | Lydia Yefsah Algerien       | 2:37.72  |
|                            |                             |          |                             |          |                             |          |
| 50 m Schmetterling         | Mandy Loots Südafrika       | 27.60    | Heather Brand Simbabwe      | 27.89    | Binta Zahra Diop Senegal    | 28.35    |
| 100 m Schmetterling        | Mandy Loots Südafrika       | 1:00.:09 | Heather Brand Simbabwe      | 1:00.61  | Ellen Hight Sambia          | 1:03.38  |
| 200 m Schmetterling        | Mandy Loots Südafrika       | 2:14.28  | Kathryn Meaklim Südafrika   | 2:14.77  | Heather Brand Simbabwe      | 2:17.59  |
|                            |                             |          |                             |          |                             |          |
| 200 m Lagen                | Kirsty Coventry Simbabwe    | 2:13.02  | Jessica Pengelly Südafrika  | 2:17.79  | Sarra Lajnef Tunesien       | 2:23.26  |
| 400 m Lagen                | Kirsty Coventry Simbabwe    | 4:39.91  | Jessica Pengelly Südafrika  | 4:43.97  | Kathryn Meaklim Südafrika   | 4.48.06  |
|                            |                             |          |                             |          |                             |          |
| 4 × 100 m Freistil Staffel | Südafrika                   | 3.56.05  | Ägypten                     | 3.59.47  | Tunesien                    | 3.59.99  |
| 4 × 200 m Freistil Staffel | Südafrika                   | 8.28.46  | Simbabwe                    | 8.38.20  | Algerien                    | 8.42.62  |
| 4 × 100 m Lagen Staffel    | Südafrika                   | 4:10.90  | Simbabwe                    | 4:21.60  | Algerien                    | 4:24.54  |

## Taekwondo
Männer
| Wettkampf  | Gold | Silber | Bronze |
| ---------- | ---- | ------ | ------ |
| bis 54 kg  |      |        |        |
| bis 58 kg  |      |        |        |
| bis 63 kg  |      |        |        |
| bis 68 kg  |      |        |        |
| bis 74 kg  |      |        |        |
| bis 80 kg  |      |        |        |
| bis 87 kg  |      |        |        |
| über 87 kg |      |        |        |

Frauen
| Wettkampf  | Gold | Silber | Bronze |
| ---------- | ---- | ------ | ------ |
| bis 46 kg  |      |        |        |
| bis 49 kg  |      |        |        |
| bis 53 kg  |      |        |        |
| bis 57 kg  |      |        |        |
| bis 62 kg  |      |        |        |
| bis 67 kg  |      |        |        |
| bis 73 kg  |      |        |        |
| über 73 kg |      |        |        |

## Tennis
Männer
| Wettbewerb | Gold                                  | Silber                                       | Bronze                                                                                 |
| ---------- | ------------------------------------- | -------------------------------------------- | -------------------------------------------------------------------------------------- |
| Einzel     | Lamine Ouahab Algerien                | Mohamed Mamoun Ägypten                       | Abdelhak Hameurlaïne Algerien Mohamed Haytheti Abid Tunesien                           |
| Doppel     | Lamine Ouahab Slimane Saoudi Algerien | Karim-Mohamed Maamoun Mohamed Mamoun Ägypten | Salifu Mohamed Menford Danso Owusu Ghana Mohamed Haytheti Abid Oualid Jallali Tunesien |
| Team       | Algerien                              | Ägypten                                      | Tunesien                                                                               |

Frauen
| Wettbewerb | Gold                               | Silber                                     | Bronze                                                                    |
| ---------- | ---------------------------------- | ------------------------------------------ | ------------------------------------------------------------------------- |
| Einzel     | Samia Medjahdi Algerien            | Lizaan Du Plessis Südafrika                | Seheno Razafindramaso Madagaskar Nehal Saleh Ägypten                      |
| Doppel     | Samia Medjahdi Assia Halo Algerien | Kelly Anderson Lizaan Du Plessis Südafrika | Magy Mikhail Nehal Saleh Ägypten Osaro Amadin Margriet Olagundoye Nigeria |
| Team       | Algerien                           | Südafrika                                  | Ägypten                                                                   |

## Tischtennis
Männer
| Wettbewerb | Gold                                   | Silber                              | Bronze                                                              |
| ---------- | -------------------------------------- | ----------------------------------- | ------------------------------------------------------------------- |
| Einzel     | Segun Toriola Nigeria                  | Monday Merotohun Nigeria            | El-Sayed Lashin Ägypten Kazeem Nosiru Nigeria                       |
| Doppel     | Segun Toriola Monday Merotohun Nigeria | El-Sayed Lashin Ahmed Saleh Ägypten | Ahmed Nadim Moselhi Emad Ägypten Kazeem Nosiru Hakeem Hassa Nigeria |
| Team       | Ägypten                                | Nigeria                             | Algerien                                                            |

Frauen
| Wettbewerb | Gold                                 | Silber                                  | Bronze                                                                        |
| ---------- | ------------------------------------ | --------------------------------------- | ----------------------------------------------------------------------------- |
| Einzel     | Yang Fen Republik Kongo              | Bose Kaffo Nigeria                      | Cecilia Offiong Nigeria Olufunke Oshonaike Nigeria                            |
| Doppel     | Offiong Edem Cecilia Offiong Nigeria | Yang Fen Fatimo Bisiriyu Republik Kongo | Osman Bacent Shaimaa Abdul-Aziz Ägypten Bose Kaffo Olufunke Oshonaike Nigeria |
| Team       | Nigeria                              | Ägypten                                 | Tunesien                                                                      |

Mixed
| Wettbewerb | Gold                                | Silber                                  | Bronze                                                                    |
| ---------- | ----------------------------------- | --------------------------------------- | ------------------------------------------------------------------------- |
| Doppel     | Yang Fen Suraju Saka Republik Kongo | Shaimaa Abdul-Aziz Moselhi Emad Ägypten | Cecilia Offiong Hakeem Hassan Nigeria Bose Kaffo Monday Merotohun Nigeria |

## Turnen
Frauen Mehrkampf (4-Kampf) Einzel
| Platz  | Name                 | Land      | Sprung | Stufenbarren | Schwebebalken | Boden  | Total  |
| ------ | -------------------- | --------- | ------ | ------------ | ------------- | ------ | ------ |
| Gold   | Sherin Elzeiny       | Ägypten   | 14.050 | 13.350       | 13.100        | 13.300 | 53.800 |
| Silber | Ursula Botha         | Südafrika | 13.500 | 13.000       | 13.300        | 12.800 | 52.600 |
| Bronze | C. Moonsamy Chanel   | Südafrika | 13.750 | 12.800       | 11.950        | 12.850 | 51.350 |
| 4      | Heba Abou Elata      | Ägypten   | 13.650 | 11.800       | 12.700        | 12.250 | 50.400 |
| 5      | Celeste Visagie      | Südafrika | 13.250 | 10.700       | 13.350        | 12.800 | 50.100 |
| 6      | Nadjet Chegoufi      | Algerien  | 13.750 | 10.750       | 11.700        | 11.700 | 47.900 |
| 7      | Khadidja Salmi       | Algerien  | 13.600 | 10.550       | 11.350        | 11.450 | 46.950 |
| 8      | Radwa Ali Elgohary   | Ägypten   | 13.650 | 10.000       | 11.250        | 11.700 | 46.600 |
| 9      | Ramona Beukes        | Namibia   | 12.800 | 9.950        | 11.600        | 11.250 | 45.600 |
| 10     | Kimberly Ann van Zyl | Namibia   | 13.400 | 9.600        | 10.750        | 11.400 | 45.150 |

Männer Mehrkampf (6-Kampf) Einzel
| Platz  | Name                 | Land      | Boden  | Pauschenpferd | Ringe  | Sprung | Barren | Reck   | Total  |
| ------ | -------------------- | --------- | ------ | ------------- | ------ | ------ | ------ | ------ | ------ |
| Gold   | Wajdi Bouallegue     | Tunesien  | 15.650 | 13.600        | 14.500 | 15.300 | 14.350 | 13.600 | 87.000 |
| Silber | Sid Ali Ferdjani     | Algerien  | 13.300 | 14.550        | 15.050 | 14.900 | 14.650 | 13.550 | 86.000 |
| Bronze | Fatah Ait Saada      | Algerien  | 14.200 | 13.100        | 15.700 | 14.200 | 13.950 | 13.000 | 84.150 |
| 4      | Oussama Lafri        | Algerien  | 13.750 | 13.300        | 12.900 | 14.800 | 14.050 | 14.450 | 83.250 |
| 5      | Mohamed Serour       | Ägypten   | 14.600 | 11.400        | 14.150 | 16.250 | 11.950 | 14.000 | 82.350 |
| 6      | Cristian Brezeanu    | Südafrika | 13.700 | 11.600        | 13.700 | 15.350 | 13.000 | 12.950 | 80.300 |
| 7      | Karim Abd El Rahmane | Ägypten   | 13.250 | 12.650        | 13.000 | 14.900 | 13.150 | 12.950 | 79.900 |
| 8      | Tyrone Morris        | Südafrika | 13.450 | 12.450        | 13.250 | 14.850 | 12.950 | 11.950 | 78.900 |
| 9      | Ulrich Schoeman      | Namibia   | 13.000 | 9.300         | 12.000 | 14.700 | 12.150 | 12.000 | 73.150 |
| 10     | Yousef Sebti         | Algerien  | 13.850 | 14.000        | 13.250 | 14.900 | 13.450 | 15.100 | 71.300 |

Frauen Mehrkampf Mannschaft
Männer Mehrkampf Mannschaft

## Volleyball
Medaillen
| Wettbewerb | Gold     | Silber   | Bronze   |
| ---------- | -------- | -------- | -------- |
|            |          |          |          |
| Männer     | Ägypten  | Tunesien | Algerien |
| Frauen     | Algerien | Kamerun  | Kenia    |
|            |          |          |          |

Weitere Informationen zu den Herren-Nationalmannschaften von  Ägypten,  Tunesien,  Algerien und  Kenia finden sich hier.
Weitere Informationen zu den Frauen-Nationalmannschaften von  Algerien,  Kamerun,  Kenia und den  Seychellen finden sich hier.
Platzierungen
| Wettbewerb | 4. Platz   | 5. Platz | 6. Platz  | 7. Platz | 8. Platz   | 9. Platz       | 10. Platz | 11. Platz | 12. Platz               |
| ---------- | ---------- | -------- | --------- | -------- | ---------- | -------------- | --------- | --------- | ----------------------- |
|            |            |          |           |          |            |                |           |           |                         |
| Männer     | Kenia      | Kamerun  | Südafrika | Nigeria  | Seychellen | Republik Kongo | Senegal   | Ghana     | Botswana                |
| Frauen     | Seychellen | Tunesien | Südafrika | Nigeria  | Äthiopien  | Ägypten        | Ghana     | Senegal   | Republik Kongo disqual. |
|            |            |          |           |          |            |                |           |           |                         |

Finalspiele (Männer)
| Spiel            | Begegnung              | Ergebnis | Sätze                                 | Punkte    |
| ---------------- | ---------------------- | -------- | ------------------------------------- | --------- |
|                  |                        |          |                                       |           |
| Halbfinale 1     | Tunesien gegen Kenia   | 3 : 1    | 25:19 – 23:25 – 29:27 – 25:18         | 102 : 89  |
| Halbfinale 2     | Ägypten gegen Algerien | 3 : 1    | 25:21 – 26:24 – 23:25 – 25:21         | 99 : 91   |
| Spiel um Platz 3 | Algerien gegen Kenia   | 3 : 2    | 26:24 – 22:25 – 23:25 – 27:25 – 15:13 | 113 : 112 |
| Finale           | Ägypten gegen Tunesien | 3 : 1    | 21:25 – 25:16 – 25:20 – 25:19         | 96 : 80   |
|                  |                        |          |                                       |           |

Finalspiele (Frauen)
| Spiel            | Begegnung                | Ergebnis | Sätze                         | Punkte  |
| ---------------- | ------------------------ | -------- | ----------------------------- | ------- |
|                  |                          |          |                               |         |
| Halbfinale 1     | Kamerun gegen Seychellen | 3 : 0    | 25:16 – 25:16 – 25:18         | 75 : 50 |
| Halbfinale 2     | Algerien gegen Kenia     | 3 : 0    | 25:23 – 25:22 – 25:20         | 75 : 65 |
| Spiel um Platz 3 | Kenia gegen Seychellen   | 3 : 0    | 25:14 – 25:19 – 25:13         | 75 : 46 |
| Finale           | Algerien gegen Kamerun   | 3 : 1    | 25:17 – 25:23 – 16:25 – 25:16 | 91 : 81 |
|                  |                          |          |                               |         |